# Вампир
Вампир је митолошко биће из словенске митологије, посебно на Балкану и у Украјини, које преживљава тако што се храни животном енергијом (углавном у виду крви) живих бића, без обзира на то да ли је вампир упокојено или живо биће. Вампиром се сматрао дух умрлог или леш кога је оживео зао дух или ђаво. Иако су приче о вампирима забележене у многим културама, можда чак и од праисторије, израз вампир није постао чест све до почетка 18. века, након прилива вампирског сујеверја у западну Европу из области где су вампирске легенде биле честе, попут Балкана и источне Европе, мада су у локалним варијантама такође познати под различитим именима, као што су вриколак у Грчкој и стригој у Румунији. На слику повратника-вампира који пије или сиса крв можда су утицале и грчке Ламије. Повећан степен вампирског сујеверја у Европи доводио је до масовне хистерије, а у неким случајевима доводило је до пробијања лешева и оптужби за вампиризам.
Иако су вампири из народних веровања на Балкану и источној Европи имали широк спектар облика у распону од скоро човека до надуваних трулих лешева, тумачење хришћанске цркве и успех вампирске књижевности, односно романа „Вампир“ Џона Полидорија из 1819, су установили архетип харизматичног и префињеног вампира. „Вампир“ је био најутицајније вампирско дело почетком 19. века и инспирисало је дела као што су „Вампир Варни“ и „Дракула“. Сам роман „Вампир“ је био заснован на недовршеној причи лорда Бајрона „Део романа“, објављене 1819.
Међутим, тек је роман „Дракула“ Брама Стокера из 1897. упамћен као суштински вампирски роман и који је обезбедио основ савремене вампирске фикције. Дракула је заснован на ранијим митовима о вукодлацима и сличним легендарним демонима, и „био је израз забринутости тог доба“ и „страховање касног викторијанског патријархата“. Успех ове књиге је изродио препознатљив вампирски жанр и даље популаран у 21. веку, уз бројне књиге, филмове, видео игре и телевизијске емисије.

## Преображај у вампира
Код јужнословенских народа раширен је обичај да се мртвац никада не оставља сам у мраку, јер га треба чувати да га не прескоче мачка или пас и не прелете птица или шишмиш, када се може повампирити. Верује се да се ово може догодити чак и ако на умрло тело падне нечија сенка, а такође и ако неки човек пређе или прескочи преко гроба покојника. Ако се ово догоди, он након неког времена у глуво доба ноћи излази из гроба, дави људе по кућама и пије им крв; тада се обично земља на његовом гробу распукне, па вампир кроз ту пукотину може да излази напоље, захваљујући својим моћима.
Верује се да вампири најчешће постају грешници, разбојници и зли људи, који такви остају и у свом „другом животу“. Овакво веровање је свакакво прастаро, јер су на старим некрополама пронађени гробови укопавани дубље од осталих, као и такви у којима је покојник остављан потрбушке, лицем ка земљи или затрпаван гомилом камења; вероватно су то били злочинци, људи за које се претпостављало да би се могли лакше повампирити. Још увек се верује да ће се, осим непоштованих, најпре повампирити ови који су са овог света отишли незадовољни или умрли насилном смрћу.
Још увек је сачуван обичај „давања четрдесет дана“ покојнику, који означава завршетак периода у коме он може да се повампири. Ако дотад није постао вампир, након тога сигурно неће, јер његова лутајућа душа коначно одлази. Према овом јужнословенском веровању, у том критичном периоду вампир се приказује у облику сенке или као невидљив, али има и моћ да поприми облик животиње која је прескочила његово мртво тело пре или после погреба. Тада он сиса крв људима али и животињама. Његово станиште је гробље, на које се увек враћа када се зачују петлови, али ако тих четрдесет дана не буде упокојен, он ће од крви, попијене током ноћних лутања по околини, стећи такву снагу да се више дуго не мора враћати у гроб. Тада га је могуће срести и на раскршћима, по воденицама, или у кућама његових најближих, где се дуго задржава.
Најчешће су вампири средовечне особе и то мушкарци. Имају изоштрене очњаке и дуге нокте, јер им зуби, коса и нокти наставе да расту и после смрти; по неким веровањима, немају кости, па су као мешине испуњене крвљу, са исколаченим очима и руменом кожом. Људи их се плаше и због њихових натприродних особина: снажнији су од човека, могу се кретати великом брзином, претварати се у разне животиње, прелазити преко свих препрека „осим преко воде и преко трња“... Вампир се не одваја од свог мртвачког покрова са којим је сахрањен, посебно током првих четрдесет дана; ако му се одузме покров, он губи сву моћ, па нити може неком нашкодити, нити се вратити у свој гроб. Приближавање вампира могу осетити пси, коњи и волови, који се тада веома узнемире. Веровање да угризом вампира човек такође постаје вампир нема упоришта у словенској митологији.

## Откривање и заштита од вампира
Вампир се открива обично по дану, када је безопасан, и то тако што се преко гробља преводи вранац без белега, јер он не сме да пређе преко вампира. Када раскопају гроб од којег коњ зазире, ако у њему пронађу нераспаднут леш, са отвореним, разрогаченим очима и после смрти пораслим ноктима и косом, избоду га глоговим колцем и баце у ватру да сагори. Каткад се око гробова посипа пепео и песак, неки кажу да да би се вампир открио по отисцима стопа, а други да је чин више магијски, уз речи упућене умрлом: „Кад све то пребројиш, тад да се повампириш.“
Верује се да вампири понекад посећују и своје удовице и да са њима могу имати и порода. Дете рођено из односа са вампиром назива се вампировић. Ова деца немају сенку, имају мањак костију и изразито велику главу којом не могу гледати горе; она су способна да пронађу, виде и убију вампира. Новије приче истичу да је њихова крв отровна за вампире, али овога у предању нема ни у траговима, иако би се могло закључити, као „друга страна“ забележеног веровања да се онај ко убија вампира мора добро пазити да га његова крв не испрска јер би се у противном и сам могао повампирити након смрти (вероватно се догодило Арнауту Павлу, који се помиње нешто касније).
Вампире одбијају бели лук и грожђе, као и крст насликан катраном на вратима куће; овај крст је прехришћански. Словени су ипак, уместо одбране, радије преузимали превентивне мере, попут сахрањивања тела лицем ка земљи. Да се не повампири, мртвацу се и засеца кожа и секу тетиве испод колена, или му се забада глогово трње под нокте; мисли се да се раније глогов клин забијао и у чело и да су се сумњивом мртвацу чак секли глава или удови. Код Срба постоји још један магијски поступак заштите од повампирења – да се на месту где је лежала глава умрлога закује глогов шиљак, касније дрвени или гвоздени ексер, а до данас се понегде сачувао и обичај да се, покрај крста, на гроб закуца и мали глогов кочић. Такође се преко свежег гроба и око њега набацивало трње, и то обично глогово, од кога вампир зазире, па зато не може да се пробије из земље.

## Порекло речи
Вампир је једна од речи из српског језика која је општеприхваћена у свим светским језицима.
У разним деловима словенског света вампир се назива и другим називима: лампир, лапир, вједогоња, једогоња, ванкошлив а најчешће — упир. Из ове последње може сазнати порекло речи вампир. Наиме, стари Словени су, као и већина старих народа, сматрали да ће, ако се тело мртвог човека не спали, његова душа остати заувек заробљена на овом свету и никад неће наћи мира. Зато су своје мртве подвргавали „третману“ у коме су их спаљивали на великој ломачи и тако их испраћали у „вечна ловишта“. Међутим, дешавало се (нарочито за време ратова или великих болести), да се тело неког страдалника уопште не пронађе и не испрати како доликује, што је, наводно, доводило до тога да несрећник убрзо почиње да устаје ноћу и убија људе. Све док се, не нађе неко ко ће га „почастити“ глоговим коцем.

## Порекло вампирских веровања
Истраживачи су понудили бројне теорије о пореклу вампирских веровања, покушавајући да објасне сујеверје — понекад и масовну хистерију — коју изазивају вампири. За узроке веровања у вампире понуђена су објашњења која иду од преране сахране па до незнања о распадању људског тела после смрти.
Појам је вероватно постао општепознат по роману Дракула Брема Стокера. Верује се да је прво помињање појма у западној Европи било у аустријском часопису „Vossiche Zeitung“, број 98, који је објављен 1725, у време кад Аустријска царевина влада Србијом на југ до Сталаћа (1717—1739).
У том часопису се налази извештај по којем је у селу Кисиљеву умро извесни Петар Благојевић, а после њега још десет особа у наредних 24 часа. На самрти би људи изјавили да им се Благојевић указивао и да их је давио те од тога морају умрети а његова супруга је побегла непосредно после тих чудних збивања изјавивши да јој је у сну дошао мртав муж тражећи јој своје опанке. Из Беча је послат тим лекара и стручњака у Кисиљево како би се утврдило о чему се заправо ради. Након отварања ковчега Петра Благојевића (записано као Peter Plogojowitz), забележено је да је тело било очувано у потпуности као да је и даље жив, а да је у његовим устима било мало свеже крви.
Поред Благојевића аустријски извори помињу и Арнолда Паолеа, војника (Арнолд свакако није име икада присутно у Србији; можда: Арнаутин Павле?), који је ратовао у Грчкој, одакле је и донео заразу. Он је, наводно, убио вампира али се после тога осећао лоше и убрзо је умро у селу Медвеђи код Трстеника, после чега су кренули напади вампира у овом крају. Његово тело је касније ексхумирано у присуству аустријских власти и прободено коцем, али ни после тога напади нису сасвим престали.
Најпознатији српски вампир је, свакако, Сава Савановић, лик из приповетке „После деведесет година“, Милована Глишића, по којој је снимљен хорор „Лептирица“.

## Митови слични вампирским
Митова сличних вампирским има широм света, на пример нахцерер у Немачкој, баобан сит (енгл. baobhan sith) у Шкотској, ђианг ши (кин: 僵屍 или 殭屍) у Кини, кјукецуки (јап. kyūketsuki) у Јапану, јара-ма-иха-ху (yara-ma-yha-who) код аустралијских Абориџина, асванг (aswang) на Филипинима, адзе (adze) и асанбосан (asanbosam) у Гани и Обали Слоноваче, сукријант (soucriant) на Карибима, сукујант (soucouyant) у Тринидаду и Тобагу... Ови митови у већини не подразумевају умрле који би се вратили у живот као живи мртваци или духови попут вампира, већ демоне, вештице и натприродна бића, слично античким грчким ламијама.